# Zofia Oleśnicka
Zofia Oleśnicka (Pieskowa Skała, ... – 1567 circa) è stata una poetessa e nobildonna polacca. Per molti anni è stata ritenuta la prima poetessa polacca grazie a una raccolta di inni protestanti pubblicata a Cracovia nel 1556. Tuttavia, studi recenti hanno messo in discussione questa attribuzione, assegnando le poesie a Cyprian Bazylik, poeta e compositore appartenente alla nobiltà calvinista.

## Biografia
Fu figlia dello starost calvinista di Chęciny, Hieronim Szafraniec, e della sua seconda moglie, Zofia Zborowska. Trascorse l'infanzia e la giovinezza a Wawel, dove il padre ricoprì la carica di segretario fino alla morte di Sigismondo I il Vecchio nel 1548. Andò in sposa a Mikołaj Oleśnicki il Vecchio, signore di Pińczów, e in seguito zio del diplomatico Mikołaj Oleśnicki il Giovane. Dal matrimonio nacquero due figli, Andrzej e Jan Oleśnicki. Lei e il padre convertirono il marito al calvinismo e, su impulso del prete italiano Stancaro, la famiglia trasformò Pińczów in un importante centro calvinista, fondando anche un college, l'Accademia di Pińczów.
Zofia e suo marito morirono tra il 1º giugno 1566 e il 15 marzo 1567 e furono sepolti nella cripta della Chiesa di San Giovanni Evangelista di Pińczów.

## Attribuzione degli inni

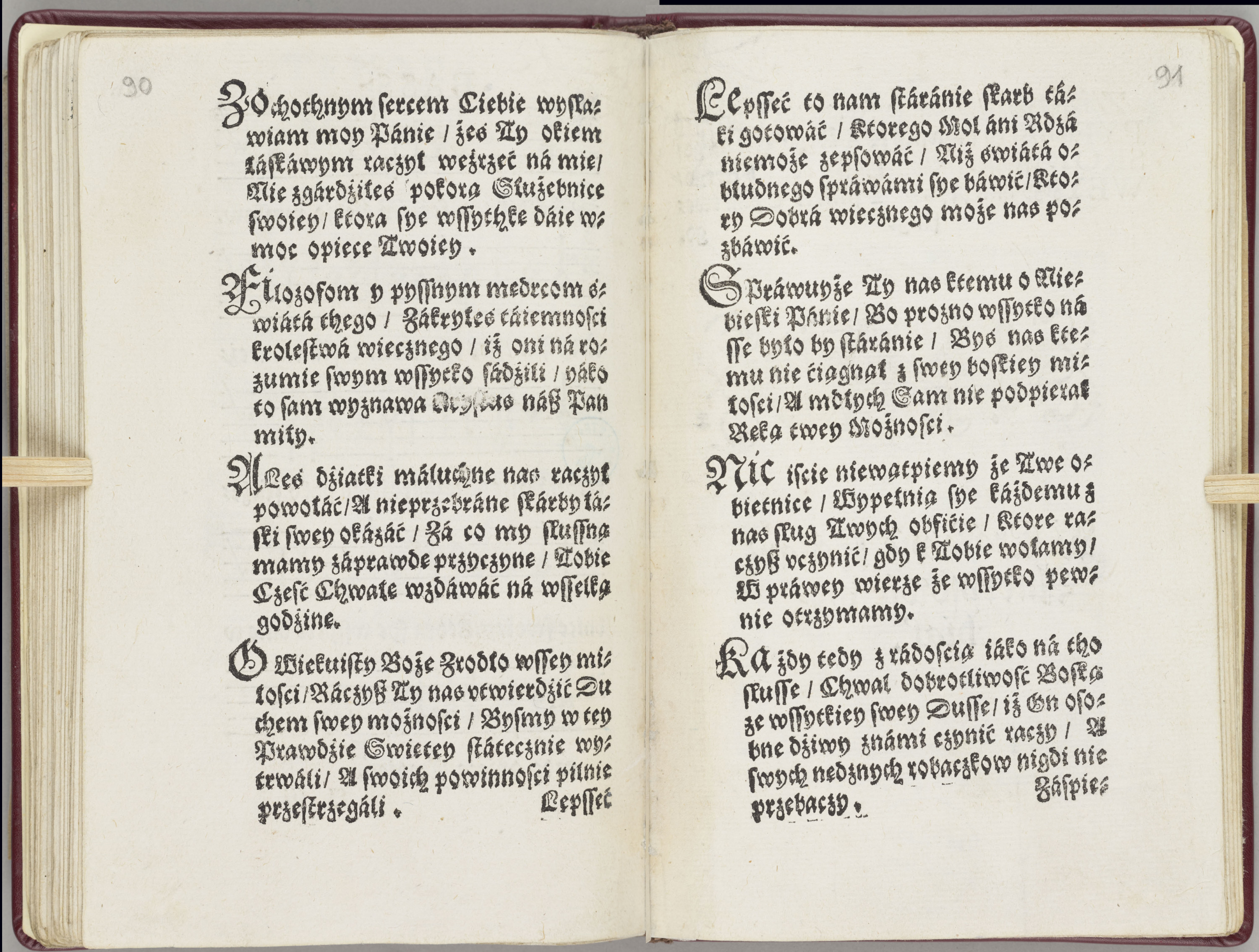
Pagine 6-7 della pubblicazione del 1556 "Pyesń nowa, to iest Dziękowanie panu bogu wssechmogącemu" attribuita a Zofia Oleśnicka. Le prime sillabe delle strofe successive creano l'acrostico "Zo fi a O le s nic ka".

Nella sua Storia della Riforma Polacca (Historia Reformationis Polonicae, 1685), Stanisław Lubieniecki le attribuì la paternità di cinque salmi metrici all'interno della raccolta di dodici canzoni di Cyprian Bazylik, Z ochotnem sercem, Ciebie wysławiam mój Panie ("Con cuore volenteroso, ti lodo, mio Signore", 1556). Ciò la renderebbe la prima poetessa in Polonia, insieme forse a Regina Filipowska (morta nel 1557), moglie di un pastore luterano. L’attribuzione si basava su un acrostico presente nel testo Zofia Olesnicka z Pyeskowey Skali ("Zofia Oleśnicka da Pieskowa Skała"). Tuttavia, studi più recenti suggeriscono che l’acrostico non sia opera dell’autrice, ma una dedica dello stesso Bazylik alla signora della tenuta. La questione resta aperta, poiché non esistono prove definitive che confermino o smentiscano la paternità di Zofia sulle cinque poesie.

## Riconoscimenti
Nel 1994, l'Unione Astronomica Internazionale le ha reso omaggio assegnando il suo nome ad un cratere sula superficie di Venere, il cratere Olesnicka.